# Cosmosoma hercyna
Cosmosoma hercyna är en fjärilsart som beskrevs av Druce 1884. Cosmosoma hercyna ingår i släktet Cosmosoma och familjen björnspinnare. Inga underarter finns listade i Catalogue of Life.